# Squadra Italia
Squadra Italia è stato un gruppo musicale italiano formato nel 1994 e attivo fino al 2006.

## Storia
Il gruppo si è formato in occasione del Festival di Sanremo 1994, quando presentò il brano Una vecchia canzone italiana. Il progetto si ispirò ai Mondiali di Calcio che si sarebbero svolti in quello stesso anno, essendo formato infatti da undici artisti, come in una squadra di calcio.
Il pezzo, scritto da Stefano Jurgens e Marcello Marrocchi, si classificò penultimo. Da questa partecipazione fu realizzato un album omonimo dove ciascun artista interpretava singolarmente una canzone del suo repertorio: Wess, Jimmy Fontana, Wilma Goich, Manuela Villa, Gianni Nazzaro, Giuseppe Cionfoli e Mario Merola incisero una canzone inedita per l'occasione.
I suoi componenti furono scelti tra i tanti interpreti della musica italiana di stampo tradizionale e popolare. Degli undici artisti componenti il gruppo, solo in tre non avevano mai partecipato al Festival di Sanremo: Mario Merola, Lando Fiorini e Manuela Villa (figlia di Claudio). Per Nilla Pizzi, che ricopriva il ruolo di capitano del gruppo, si trattò del suo ritorno in gara dopo ben 33 anni, tralasciando la conduzione nel 1981 al fianco di Claudio Cecchetto.
I rimanenti artisti tornarono a calcare il palcoscenico del Festival tutti dopo diversi anni, mancandovi alcuni dalla metà degli anni ottanta, altri ancora da più tempo.
Queste le ultime partecipazioni al Festival di Sanremo in dettaglio di ogni singolo artista:
| Interprete        | Ultima partecipazione al Festival |
| ----------------- | --------------------------------- |
| Giuseppe Cionfoli | 1983                              |
| Lando Fiorini     | Esordiente                        |
| Jimmy Fontana     | 1982                              |
| Rosanna Fratello  | 1976                              |
| Wilma Goich       | 1969                              |
| Mario Merola      | Esordiente                        |
| Gianni Nazzaro    | 1983                              |
| Nilla Pizzi       | 1960                              |
| Toni Santagata    | 1973                              |
| Manuela Villa     | Esordiente                        |
| Wess              | 1976 (con Dori Ghezzi)            |

## Formazione
- Giuseppe Cionfoli (41 anni)
- Lando Fiorini (56 anni)
- Jimmy Fontana (59 anni)
- Rosanna Fratello (42 anni)
- Wilma Goich (48 anni)
- Mario Merola (59 anni)
- Gianni Nazzaro (45 anni)
- Nilla Pizzi (74 anni)
- Toni Santagata (58 anni)
- Manuela Villa (28 anni)
- Wess (48 anni)

Età al giorno di inizio del Festival (23/02/1994).
Età media: 46 anni

## Discografia

### Album
- 1994 - Una vecchia canzone italiana

### Partecipazioni
- 1994 - AA.VV. Sanremo '94 con il brano Una vecchia canzone italiana
- 1994 - AA.VV. SuperSanremo '94 con il brano Una vecchia canzone italiana